# カラム・マグレガー
カラム・ウィリアム・マグレガー（英語: Callum William McGregor、1993年6月14日 - ）は、スコットランド・グラスゴー出身のサッカー選手。スコティッシュ・プレミアシップ・セルティック所属。スコットランド代表。ポジションはMF。

## 経歴
マグレガーはセルティックのユース出身。2009年にトップチームに昇格した。2012年のスコティッシュユースカップ決勝戦の対クイーン・オブ・ザ・サウスFC戦でハットトリックを達成し、チームの8-0の勝利に貢献した。2013年には一時的にノッツ・カウンティに期限付き移籍し、12得点をマークした。ノッツ・カウンティでは8月7日のフットボールリーグカップ第1ラウンドのフリートウッド・タウンFC戦で初出場。
2014年7月15日のUEFAチャンピオンズリーグ 2014-15予選のKRレイキャヴィーク戦で初出場し唯一の得点を記録した。その後のレギア・ワルシャワ、NKマリボル戦でも得点した。2014年8月13日にはセント・ジョンストンFC戦においてリーグ戦デビューを果たし、3-0の勝利に貢献した。8月29日に5年契約で契約を更新した。

## 代表経歴
年代別のスコットランド代表に招集され、成果を上げている。2014年8月にはU-21代表で5試合1得点の結果を残している。この月に彼はA代表のメンバーとしても招集された。2017年11月、親善試合のオランダ戦でスコットランド代表デビューを果たした。
2021年5月、UEFA EURO 2020参加メンバーに選出された。同大会ではグループリーグ第3戦のクロアチア戦で代表初ゴールを決めたが、1-3と敗れ、決勝トーナメント進出は出来なかった。
2024年UEFA EURO 2024に選出

## タイトル
セルティックユース
- SPL U-19リーグ: 2009-10, 2010-11
- スコティッシュユースカップ: 2009-10, 2010-11, 2011-12, 2012-13

セルティック
- スコティッシュ・プレミアシップ: 2014-15, 2015-16, 2016-17, 2017-18, 2018-19, 2019-20, 2021-22, 2022-23, 2023-24
- スコティッシュカップ: 2016-17, 2017-18, 2018-19, 2019-20, 2022-23, 2023-24
- スコティッシュリーグカップ: 2014-15, 2016-17, 2017-18, 2018-19, 2019-20, 2021-22, 2022-23